# حوزه انتخابیه زاهدان
حوزه انتخابیه زاهدان یکی از ۶ حوزه از حوزه‌های استان سیستان و بلوچستان برای انتخابات مجلس شورای اسلامی است. این حوزه به مرکزیت زاهدان، ۲ نماینده دارد.این حوزه کوچک‌ترین حوزه انتخابیه استان سیستان و بلوچستان است و تنها شامل بخش جنوبی سیستان می‌شود،همچنین از معدود حوزه‌های انتخابیه مجلس شورای اسلامی است که یک بخش است و یک شهرستان کامل را شامل نمی شود چون زاهدان شهر محسوب میشود و جزو ایالت سیستان است.

## نمایندهدوره یازدهم
فداحسین مالکی و حسینعلی شهریاری 

## پی‌نوشت و منبع
1. ↑  «منتخبان مردم استان سیستان و بلوچستان در مجلس یازدهم». خبرگزاری تسنیم. ۴ اسفند ۱۳۹۸.

- «جدول حوزه‌های انتخابیه در انتخابات دهمین دورهٔ مجلس شورای اسلامی» (PDF). مرکز پژوهش و سنجش افکار صدا و سیما. بایگانی‌شده از اصلی (PDF) در ۵ اكتبر ۲۰۱۸. دریافت‌شده در ۱۴ ژوئیه ۲۰۱۶. تاریخ وارد شده در |archive-date= را بررسی کنید (کمک)